# لنکا پیخلیکووا-برک
لنکا پیخلیکووا-برک (چکی: Lenka Pichlíková-Burke؛ زادهٔ ۲۸ ژوئیهٔ ۱۹۵۴) یک بازیگر تئاتر، پانتومیم، هنرپیشه سینما، مترجم و استاد دانشگاه اهل چکسلواکی و ایالات متحده آمریکا است.
عموی مادری او لادیسلاف پشک یکی از هنرپیشگان مشهور چکسلواکی بود و خودش از شاگردان مارسل مارسو در زمینهٔ پانتومیم بود.
وی در سال ۲۰۰۶ میلادی بهترین پانتومیم‌باز شهرستان فیرفیلد نام گرفت. در سال ۲۰۱۴ او نمایشنامه‌ای از آنا هودکووا با عنوان «گرترود» را که یک نمایش تک‌نفره درباره شهبانوی دانمارک گرترود از نمایشنامه هملت ویلیام شکسپیر است، با ترجمه خودش اجرا کرد.